# Hollis Price
Hollis Lee Price (New Orleans, 29 ottobre 1979) è un ex cestista, allenatore di pallacanestro e dirigente sportivo statunitense, professionista in Europa.

## Gli anni del college
Prince, dopo aver iniziato a giocare alla St. Augustine High School, nel 1999 inizia la propria carriera a livello di college a University of Oklahoma portandola alla Final Four NCAA nel 2002.

## Carriera professionistica
Uscito dall'università, Price si trasferisce in Europa, al Le Mans, dove disputa due stagioni vincendo la coppa di Francia nel 2004. Negli anni successivi si trasferisce prima all'Alba Berlino e l'anno successivo in Spagna, con il Siviglia.
La svolta della carriera avviene nella stagione 2007-08 quando firma per il Lietuvos Rytas in Lituania. Con la formazione lituana gioca una grande Euroleague Basketball, la prima della sua carriera, conducendo i rossoneri alle Top16, chiudendo con 17 punti, con il 44% da tre, il 52,3% da due e l'87,3% ai liberi.
Dopo l'esperienza lituana si trasferisce in Russia alla Dynamo Mosca, per passare nel 2009 nelle file dell'Olimpia Milano.

## Palmarès

### Squadra
- Coppa di Francia: 1

Le Mans: 2004
- Coppa di Germania: 1

Alba Berlino: 2006

### Individuale
- NCAA AP All-America Second Team (2003)